# 埃德温·巴克利
埃德温·詹姆斯·巴克利（英語：Edwin James Barclay；1882年1月5日—1955年11月6日）是一名利比里亚政治人物，祖籍英属巴巴多斯，是前总统亚瑟·巴克利之侄，1930年至1944年期间担任利比里亚第18任总统。

## 早年生涯
埃德温·巴克利祖籍英属向风群岛巴巴多斯的布里奇顿，其祖父安东尼·巴克利是巴巴多斯殖民协会的会长，1865年从巴巴多斯移民到利比里亚，其生父恩斯特·巴克利曾担任利比里亚国务卿，而在1904年至1912年间担任该国总统的亚瑟·巴克利则是埃德温·巴克利的叔父:33。巴克利早年在賴比瑞亞學院就讀，他天资聪颖，曾为利比里亚爱国歌曲《永远的孤星》（The Lone Star Forever）提供了編曲。巴克利成年後从政，1920年至1930年，查尔斯·邓巴·伯恩吉斯·金总统在任期间，由他担任利比里亚国务卿。

## 出任总统
1930年，查尔斯·金总统及其副手艾伦·扬西因被国际联盟指控透过奴隶获利而被迫辭職，埃德温·巴克利随即接任总统，并在1931年大选中击败了人民党的托马斯·福克纳，巩固了自己的地位。
埃德温就任后，美国进一步加强了自己在利比里亚的影响力，后者认为利比里亚政府缺乏管理国家的能力，曾提议将该国纳入委任统治，1932年5月22日，国际联盟决定将利比里亚全境分为三个区域，国联派出专员负责管理，而美国则控制其军队，实际控制了利比里亚，此举也导致在賴比瑞亞擁有較大的經濟利益的英法两国颇为不满；在经济上，拥有大量橡胶树种植园的凡士通轮胎公司实际上控制了利比里亚经济，而利比里亚也因此被视为美国的原料基地。在军事上，利比里亚亦允许美国大规模驻军、建造港口、控制军事设备，并最终帮助美军在二战中击败了纳粹德国、意大利在非洲的势力。

## 卸任及逝世
1944年，埃德温·巴克利卸任将总统职务交给威廉·杜伯曼，随后淡出政坛:34，但在1955年，反对杜伯曼的真辉格党成员组建了独立真辉格党，并与利比里亚改革党一同推举巴克利参加当年的总统大选，但最终仅获得了1,200张选票，不敌杜伯曼。而在杜伯曼就任典礼前，巴克利的支持者还曾试图推翻杜伯曼，但遭到镇压，而独立真辉格党也随即被官方取缔，1955年11月6日，巴克利在其位于哈贝尔的居所逝世:34。